# Пор-де-Барк
Пор-де-Барк (фр. Port-des-Barques) — коммуна во Франции, находится в регионе Пуату — Шаранта. Департамент коммуны — Шаранта Приморская. Входит в состав кантона Сент-Аньян. Округ коммуны — Рошфор.
Код INSEE коммуны — 17484.

## Население
Население коммуны на 2010 год составляло 1885 человек.
| 1962 | 1968 | 1975 | 1982 | 1990 | 1999 | 2010 |
| ---- | ---- | ---- | ---- | ---- | ---- | ---- |
| 1160 | 1181 | 1234 | 1330 | 1455 | 1533 | 1885 |